# Resinicium chiricahuaense
Resinicium chiricahuaense är en svampart som beskrevs av Gilb. & Budington 1970. Resinicium chiricahuaense ingår i släktet Resinicium, klassen Agaricomycetes, divisionen basidiesvampar och riket svampar.   Inga underarter finns listade i Catalogue of Life.